# Waverwoud

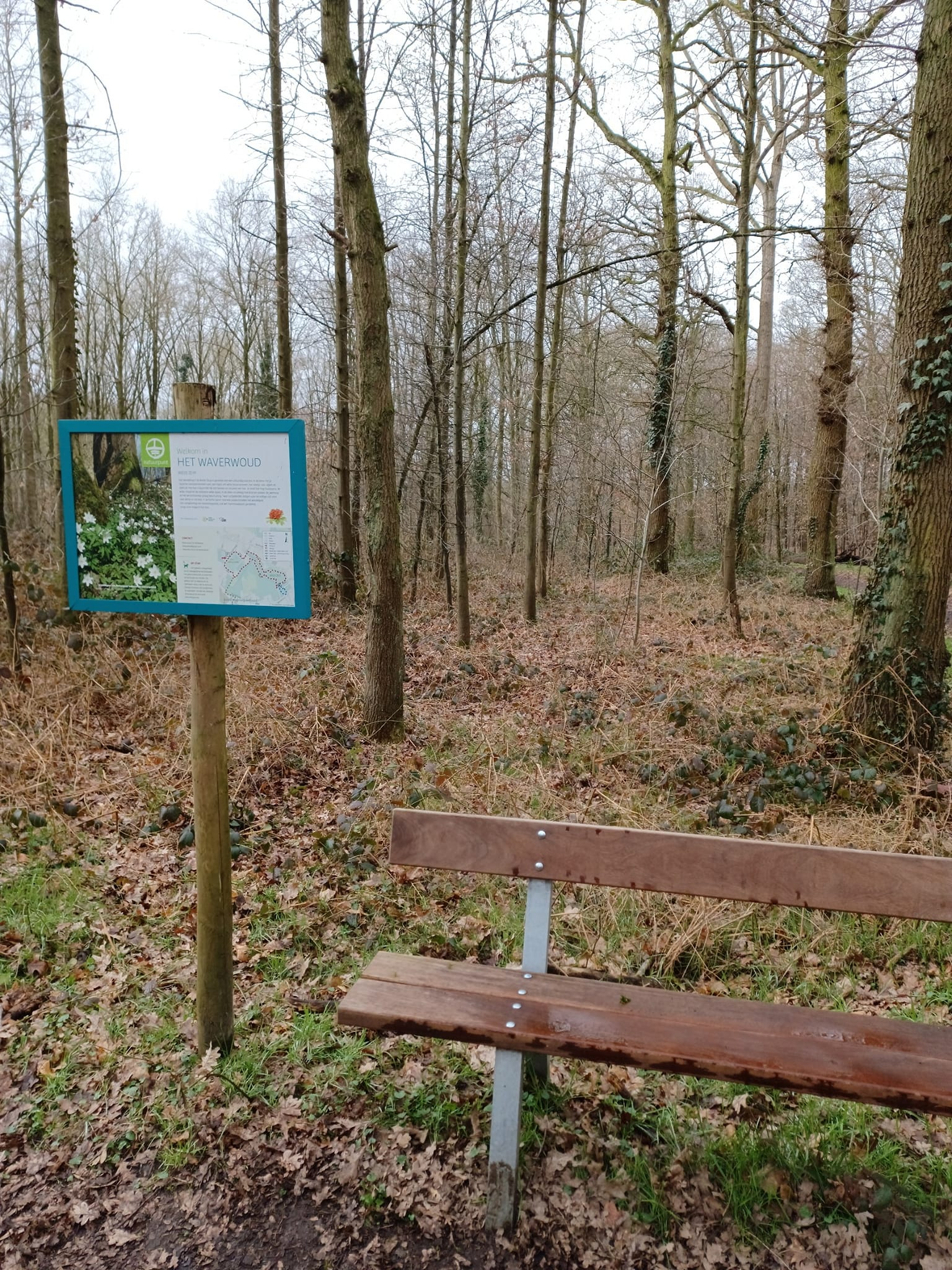

Het Waverwoud was een uitgestrekt bos ten oosten van Mechelen. 

## Geschiedenis
Het werd reeds op 12 september 1008 in een akte van Hendrik II, koning en later keizer van het Heilig Roomse Rijk, vermeld. Volgens sommige geschriften besloeg dit bos het hele gebied tussen de Dijle, de Kleine Nete en Grote Nete. 
In die tijd was de omgeving van Sint-Katelijne-Waver en Putte een woest gebied met ontoegankelijke moerassen en dichte bossen.
In de tweede helft van de 13de eeuw vinden we in deze streek drie "Waverdorpen": Onze-Lieve-Vrouw-Waver, Sint-Katelijne-Waver en Sint-Niklaas-Waver (tegenwoordig Putte).

## Huidige toestand
Het historische bos is nu opgedeeld in verschillende bossen. Waaronder de Gasthuisbossen, Hondsbossen, Vossenbergbos en Zuurbossen, Verloren hoek, Pasbrugbos, Brede Zeyp.